# Antiochos XIII
Antiochos XIII Philadelphos Asiaticus (klassisk grekiska: Ἀντίοχος ΙΓ' Φιλάδελφος Ἀσιατικός), född omkring 85 f.Kr., död 64 f.Kr., var en seleukidisk kung av Syrien.

## Biografi
Antiochos XIII var son till Antiochos X och Kleopatra Selene I, och bror till Seleukos VI. Hans far avled vid en okänd tidpunkt mellan 92 och 83 f.Kr., och han efterträdde honom som kung under sin mors förmynderskap. År 83 f.Kr. erövrades nästan hela Syrien av Tigranes II (Armenien).
År 80 f.Kr. avled Ptolemaios XI, och Kleopatra Selene blev då den enda kvarvarande medlemmen av den ptolemaiska dynastin. Hon sände då honom och hans bror till Rom för att hävda sina anspråk till Egypten inför den romerska senaten. Egyptierna själva valde dock en utomäktenskaplig medlem av dynastin, Ptolemaios XI, till monark. Den romerska senaten avvisade därför kravet. Bröderna kvarblev i Rom, där de accepterades som kungar av Syrien. Det är bekräftat att de fortfarande var där cirka 74 f.Kr.
År 69 f.Kr. belägrades deras mor Kleopatra Selene i Ptolemais av Tigranes, som efter att ha besegrat henne förde henne till Seleukia, där hon avrättades. Tigranes besegrades 66 f.Kr. av Pompejus, och Antiochos XIII kunde sedan bli romersk klientkung i Syrien.
Två år senare avsattes och avrättades Antiochos XIII av Pompejus som, efter ett kort mellanspel med Antiochus fars kusins son Philipp II som lydkung, gjorde Syrien till en romersk provins.